# Море Дождей
Мо́ре Дожде́й (лат. Mare Imbrium) — лунное море, расположенное в северо-западной части видимой с Земли стороны Луны.

## Происхождение
Море Дождей было образовано в результате затопления лавой большого ударного кратера, сформировавшегося в результате падения крупного метеорита или ядра кометы в раннеимбрийский период (примерно 3,85 млрд лет назад).
По мере наполнения лавой дно кратера сглаживалось, и образовалась относительно ровная поверхность площадью 829 тыс. км².
В настоящее время дно моря является не столь гладким, а пересечено волнами, что, вероятно, свидетельствует о том, что лава затапливала ударную котловину не за один раз. По всей видимости, Луна пережила несколько ударов, следующих один за другим.
Также существует версия, что освободившаяся в результате удара лава заполнила бассейны Океана Бурь и Моря Облаков.

## Рельеф

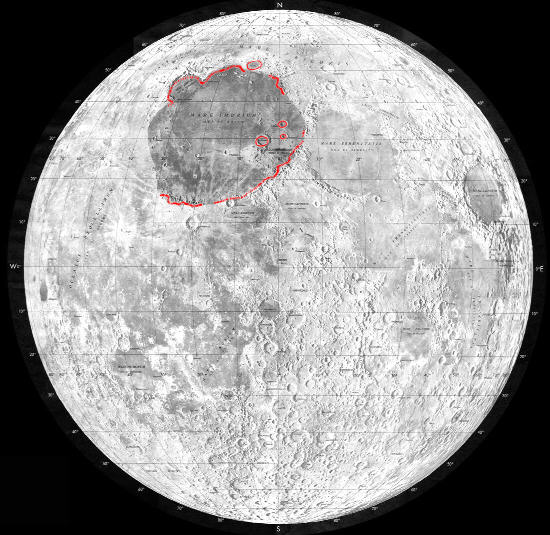
Общий вид Моря Дождей

Диаметр моря составляет 1123 км, таким образом, Море Дождей является третьим по величине (после Океана Бурь и Моря Холода) лунным морем, четвёртой по размеру ударной структурой в Солнечной системе и крупнейшим морем ударного происхождения.
Бассейн моря окружен тремя концентрическими грядами гор, внешняя гряда поднимается на высоты до 7 км над окружающей поверхностью. Учитывая тот факт, что глубина Моря Дождей составляет около 5 км, перепад высот достигает 12 км.
Внешняя горная цепь имеет диаметр 1300 км. Селенографически в ней выделяются три самостоятельных горных гряды:  Карпаты на юге, Апеннины на юго-западе и Кавказ на востоке. На севере и западе кольцевая гряда гор выражена значительно слабее.
Среднее кольцо гор, окружающих море, сформировано грядой Альп и возвышенностями вблизи кратеров Архимед и Платон. Внутреннее кольцо диаметром 600 км практически полностью скрыто под толщей базальтов, заполняющих котловину моря, и лишь отдельные выступающие пики гор образуют едва заметный круговой контур.
На протяжении до 800 км от моря простирается регион, испещренный следами выбросов горной породы. Окружность бассейна представляет собой структуру из радиальных канавок и борозд, называемых Imbrium Sculpture. Данный рельеф возник в результате столкновения, когда выброшенные от удара осколки бомбардировали поверхность Луны под небольшими углами, оставляя заметные следы в виде борозд.
Анализируя общую картину лунного рельефа, следует отметить концентрические и направленные в сторону моря радиальные структуры, происхождение которых говорит о том, что породившее Море Дождей столкновение значительно повлияло на всю литосферу Луны и вызвало колоссальные изменения её структуры. Точно напротив Моря Дождей на обратной стороне Луны расположен кратер Ван де Грааф, окруженный областью с хаотичным рельефом. Как предполагается, данная форма рельефа обусловлена воздействием сейсмических волн, прошедших сквозь толщу Луны и возникших вследствие вышеупомянутого мощнейшего столкновения.

## Детали рельефа

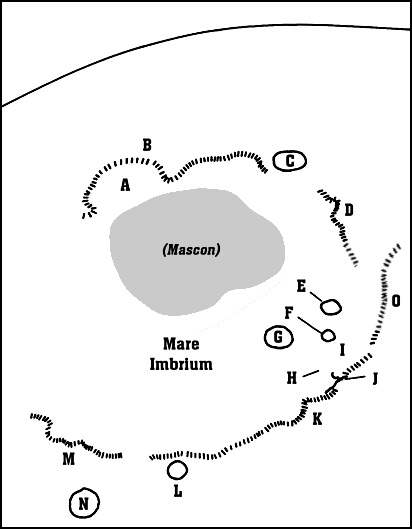
Карта деталей рельефа Моря Дождей

В Море Дождей расположены кратеры: Платон (северная окраина моря);  Архимед, Аристилл, Автолик (на западе); Ламберт, Тимохарис (в срединной части).
Северо-западную часть моря занимает Залив Радуги (лат. Sinus Iridium) — большой ударный кратер, заполненный застывшей лавой. Окруженный полукольцом Юрских гор залив достигает 250 км в диаметре. В северной части береговой дуги границей залива является мыс Лаплас. В южной оконечности дуги находится мыс Гераклид. Склоны мыса возвышаются почти на 3 км над поверхностью залива.

#### Список деталей рельефа
Обозначения соответствуют буквенным индексам на изображении справа.
(A) Залив Радуги,
(B) горы Юра,
(C) Платон,
(D) горы Альпы,
(E) Аристилл,
(F) Автолик,
(G) Архимед,
(H) Болото Гниения,
(J) место посадки Аполлона-15,
(K) горы Апеннины
(L) Эратосфен,
(M) горы Карпаты,
(N) Коперник,
(O) горы Кавказ.

## Места посадок космических аппаратов
- 14 сентября 1959 года автоматическая станция «Луна-2» впервые в мире достигла Луны. Встреча с лунной поверхностью произошла в Море Дождей в районе кратеров Аристилл, Архимед и Автолик. Впоследствии этот район был назван заливом Лунника.
- 17 ноября 1970 года автоматическая станция «Луна-17» доставила на Луну «Луноход-1» — первый в мире планетоход, успешно работавший на поверхности другого небесного тела. Посадка произведена в точке с координатами 38°14'15" с.ш. 35°00’10" з.д., к юго-западу от мыса Гераклида, расположенного на северо-западном побережье Моря Дождей.
- 30 июля 1971 года лунный модуль «Фалькон» экспедиции «Аполлон-15» выполнил посадку в точке с координатами 26°06’04" с.ш. 3°39’10" в.д., в болоте Гниения близ юго-восточного побережья Моря Дождей, осуществив четвёртую высадку людей на Луну.
- 14 декабря 2013 года посадочный аппарат китайского КА Чанъэ-3 с луноходом Юйту совершил посадку на поверхность Моря Дождей в точке с координатами 44.12° с. ш. 19.51° з. д. — в 400 км от намеченного места посадки[2].